# Dele Adeleye
Ayodele "Dele" Adeleye (* 25. prosinec 1988 Lagos) je nigerijský fotbalový obránce momentálně působící v ruském klubu FK Anži Machačkala.

## Klubová kariéra
Profesionální fotbalovou premiéru si odbyl už v nigerijském klubu Shooting Stars FC. V roce 2007 si ho vyhlédl nizozemský tým Sparta Rotterdam a podepsal s ním smlouvu. V současné době se o něj zajímají přední anglické týmy Everton FC, West Ham United FC a Blackburn Rovers.

## Reprezentační kariéra
S národním výběrem Nigérie do 20 let získal v roce 2005 na mistrovství světa stříbrné medaile. Stejnou medaili vybojoval i o 3 roky později s výběrem do 23 let na olympiádě v Pekingu. První mezinárodní zápas za A-tým Nigérie odehrál 29. května 2009 proti Irsku.